# Satoshi Yamaguchi (1959)
Satoshi Yamaguchi (山口 悟, Yamaguchi Satoshi, Oita, 1 augustus 1959) is een Japans voormalig voetballer die als doelman speelde.

## Clubcarrière
In 1975 ging Yamaguchi naar de Oita Technical High School, waar hij in het schoolteam voetbalde. Nadat hij in 1978 afstudeerde, ging Yamaguchi spelen voor Mitsubishi Motors. Met deze club werd hij in 1978 en 1982 kampioen van Japan. Yamaguchi veroverde er in 1978 en 1981 de JSL Cup en in 1978 en 1980 de Beker van de keizer. Yamaguchi beëindigde zijn spelersloopbaan in 1984.

## Japans voetbalelftal
Satoshi Yamaguchi debuteerde in 1981 in het Japans nationaal elftal en speelde 1 interland.

## Statistieken
| Japans voetbalelftal | Japans voetbalelftal | Japans voetbalelftal |
| Jaar                 | Wed.                 | Dlp.                 |
| -------------------- | -------------------- | -------------------- |
| 1981                 | 1                    | 0                    |
| Totaal               | 1                    | 0                    |